# Constantinos Samaras
Constantinos Samaras (griechisch Κωνσταντίνος Σαμάρας; * 18. Mai 1984 in Nikosia) ist ein zyprischer Fußballspieler.

## Karriere
Samaras entstammt der Jugendakademie von Anorthosis Famagusta und rückte 2003 in die erste Mannschaft auf. Im Sommer 2007 wurde er aus seinem Vertrag entlassen, kehrte aber ein halbes Jahr später wieder zu Anorthosis zurück, ohne in der Zwischenzeit für einen anderen Klub gespielt zu haben. 2009 unterschrieb er einen Vertrag bei APOP Kinyras Peyias. Nachdem Samaras im Januar 2011 zu Ermis Aradippou ging und noch im selben Jahr zu Alki Larnaka wechselte, schloss er sich zum Jahresbeginn 2012 Ethnikos Achnas. Dort absolvierte er bis zum Saisonende zehn Ligaspiele, ehe er zur Saison 2012/13 wieder zu Ermis Aradippou wechselte. Dort schaffte er den Aufstieg in die First Division und in der Spielzeit 2013/14 erreichte er das Pokalfinale, welches jedoch gegen APOEL Nikosia verloren ging. Die Revanche folgte jedoch im zyprischen Supercup, wo man APOEL mit 2:1 durch einen Treffer in der 5. Minute der Nachspielzeit besiegen konnte. Des Weiteren nahm er mit seiner Mannschaft an der dritten Qualifikationsrunde der UEFA Europa League 2014/15 teil, wo man allerdings am Schweizer Vertreter BSC Young Boys scheiterte (0:1, 0:2).

## Erfolge
- Zyprischer Meister: 2005, 2008 (mit Anorthosis Famagusta)
- Zyprischer Pokalsieger: 2007 (mit Anorthosis Famagusta)
- Zyprischer Supercup: 2008 (mit Anorthosis Famagusta), 2014 (mit Ermis Aradippou)